# Kirby: Canvas Curse
Kirby: Canvas Curse, conhecido no Japão por Touch! Kirby (タッチ!カービィ, Tacchi! Kābī?) e na Europa por Kirby: Power Paintbrush, é um jogo de video game estilo plataforma desenvolvido pela HAL Laboratory, e públicado pela Nintendo para o console portátil Nintendo DS. O jogo foi lançado no Japão em 24 de março de 2005 e depois lançado na América do Norte em 13 de junho de 2005 e por último na Europa em 25 de novembro de 2005. O jogo é diferente dos jogos tradicionais de Kirby, ele utiliza exclusivamente a stylus.

## História
Um dia, um estranho portal aparece no céu, e dele surge uma bruxa chamada Drawcia, que joga um feitiço sobre Dream Land, tornando o lugar em um mundo de desenho. O jogador deve basicamente, com a ajuda de Kirby, encontrar e destruir Drawcia, e restaurar ao normal o mundo de Dream Land.

## Jogando
Diferente de outros jogos de Kirby, o jogador não o controla com as setas ou analog, o jogador apenas utiliza a stylus e a tela sensível ao toque para controlá-lo. O jogador pode desenhar linhas de arco-íris, o qual Kirby utiliza para atravessar, essa linhas podem ser pontes ou barreiras de proteção para que Kirby se proteja de inimigos.

## Prêmios
- IGN: Editors' Choice Award[1]
- IGN Best of 2005: Best Platform Game (DS) - Runner-Up
- IGN Best of 2005: Best Platform Game (DS) - Reader's Choice
- IGN Best of 2005: Most Innovative Design (DS) - Runner-Up
- IGN Best of 2005: Best Use of Touch Screen (DS) - Runner-Up